# エティエンヌ・ファーセン
エティエンヌ・ファーセン（Etienne Vaessen、1995年7月26日 - ）は、オランダ・ブレダ出身のサッカー選手。エールディヴィジ・RKCヴァールヴァイク所属。ポジションはGK。

## 経歴
2016年8月12日、エールステ・ディヴィジのFCエメン戦でプロデビューを果たした。
2022-23シーズンは開幕戦から全試合に出場するも、第14節のNECナイメヘン戦は寝坊したためにベンチ外となった。